# 福田大悟
福田 大悟（ふくだ だいご、1999年8月11日 - ）は、日本の柔道家。兵庫県出身。階級は60kg級。身長164cm。血液型はO型。組み手は右組み。得意技は小内刈。福田3兄弟の長男で、次男の大晟、三男の大和も柔道選手。

## 経歴
柔道は4歳の時に二見少年柔道クラブで始めた。二見中学から比叡山高校へ進むと、2年の時に全日本カデ60kg級で優勝した。3年の時にはインターハイで2位になった。
2018年に鹿屋体育大学へ進学すると、1年から2年連続して全日本ジュニアで3位になった。2年の時には講道館杯で3位、3年の時には学生体重別で優勝した。
大学卒業直後の2022年に日本エースサポートの所属になると、2024年の講道館杯でシニアの全国大会初優勝を飾った。グランドスラム・東京では2回戦で敗れた。

## 戦績
- 2016年 - 全日本カデ 優勝
- 2016年 - ポーランドカデ 3位
- 2016年 - 全日本ジュニア 3位
- 2017年 - 全国高校選手権 2位
- 2017年 - インターハイ 2位
- 2018年 - 全日本ジュニア 3位
- 2019年 - 全日本ジュニア 3位
- 2019年 - 講道館杯 3位
- 2020年 - 講道館杯 5位
- 2021年 - 学生体重別 優勝
- 2023年 - 実業個人選手権 3位
- 2024年 - 実業個人選手権 3位
- 2024年 - 講道館杯 優勝

（出典、JudoInside.com）